# De l'Oust à Brocéliande Communauté
De l'Oust à Brocéliande Communauté est une communauté de communes française, située dans le département du Morbihan, en région Bretagne.

## Histoire
Le 1er janvier 2017, Guer Communauté, la communauté de communes du pays de La Gacilly (à l'exception de la commune des Fougerêts qui rejoint la communauté de communes du pays de Redon (devenue en 2018 Redon Agglomération)) et la communauté de communes du Val d'Oust et de Lanvaux (à l'exception du Roc-Saint-André et de La Chapelle-Caro qui rejoignent Ploërmel Communauté) fusionnent pour former une nouvelle intercommunalité, De l'Oust à Brocéliande Communauté. 

## Territoire communautaire

### Géographie
Située dans l'est  du département du Morbihan, l'intercommunalité De l'Oust à Brocéliande Communauté regroupe 26 communes et s'étend sur 640,1 km2.

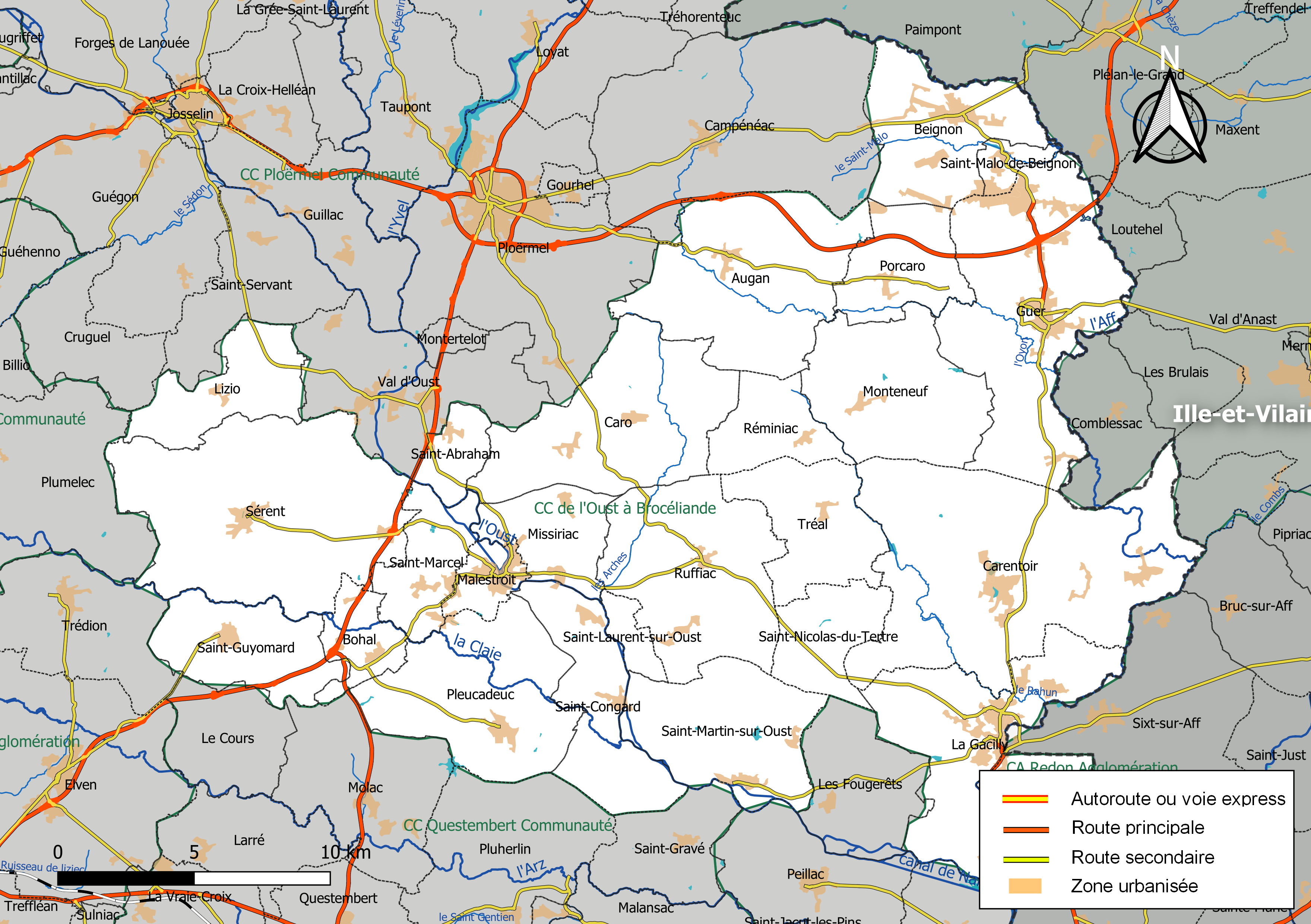
Carte de l'intercommunalité De l'Oust à Brocéliande Communauté au 1er janvier 2019.

### Composition

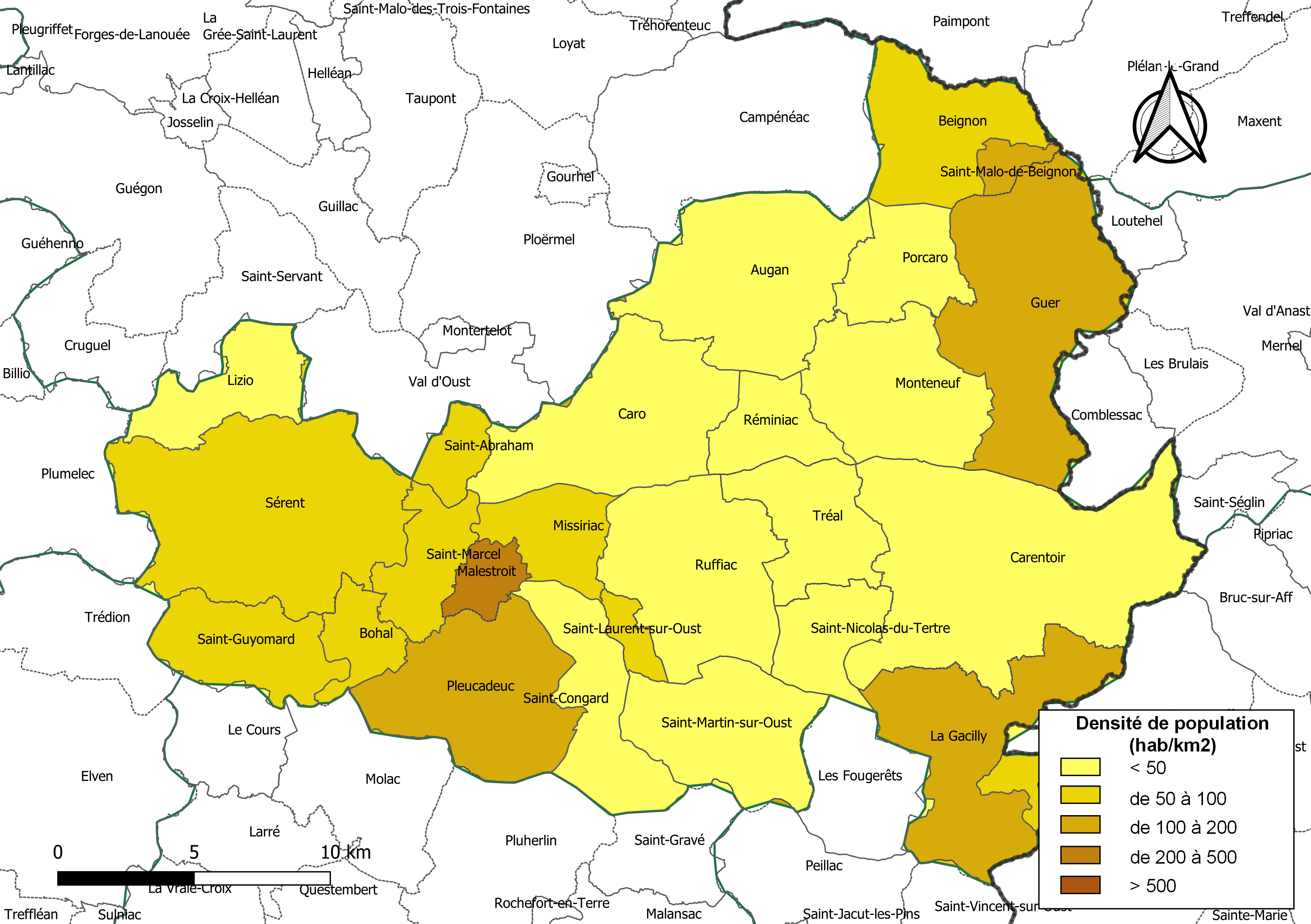
Carte des densités de population (millésimée 2016) des communes de l'intercommunalité De l'Oust à Brocéliande Communauté. Composition en communes au 1er janvier 2019.

La communauté de communes est composée des 26 communes suivantes :

| Nom                     | Code Insee | Gentilé          | Superficie (km2) | Population (dernière pop. légale) | Densité (hab./km2) |
| ----------------------- | ---------- | ---------------- | ---------------- | --------------------------------- | ------------------ |
| Malestroit (siège)      | 56124      | Maltrais         | 5,81             | 2 533 (2022)                      | 436                |
| Augan                   | 56006      | Alganais         | 40,93            | 1 542 (2022)                      | 38                 |
| Beignon                 | 56012      | Beignonnais      | 24,87            | 1 939 (2022)                      | 78                 |
| Bohal                   | 56020      | Bohalais         | 8,45             | 862 (2022)                        | 102                |
| Carentoir               | 56033      | Carentoriens     | 72,87            | 3 137 (2022)                      | 43                 |
| Caro                    | 56035      | Caroyens         | 37,74            | 1 132 (2022)                      | 30                 |
| Cournon                 | 56044      | Cournonnais      | 10,87            | 805 (2022)                        | 74                 |
| La Gacilly              | 56061      | Gaciliens        | 37,97            | 4 011 (2022)                      | 106                |
| Guer                    | 56075      | Guérois          | 52,11            | 6 056 (2022)                      | 116                |
| Lizio                   | 56112      | Liziotais        | 16,96            | 807 (2022)                        | 48                 |
| Missiriac               | 56133      | Missiriacois     | 13,47            | 1 192 (2022)                      | 88                 |
| Monteneuf               | 56136      | Monténeuviens    | 30,62            | 760 (2022)                        | 25                 |
| Pleucadeuc              | 56159      | Pleucadeuciens   | 34,56            | 1 850 (2022)                      | 54                 |
| Porcaro                 | 56180      | Porcaréens       | 15,73            | 749 (2022)                        | 48                 |
| Réminiac                | 56191      | Réminiacois      | 12,15            | 431 (2022)                        | 35                 |
| Ruffiac                 | 56200      | Ruffiacois       | 36,47            | 1 396 (2022)                      | 38                 |
| Saint-Abraham           | 56202      | Abrahamais       | 6,72             | 540 (2022)                        | 80                 |
| Saint-Congard           | 56211      | Saint-Congardais | 21,87            | 806 (2022)                        | 37                 |
| Saint-Guyomard          | 56219      | Guyomardais      | 19,66            | 1 446 (2022)                      | 74                 |
| Saint-Laurent-sur-Oust  | 56224      | Laurentins       | 3,88             | 394 (2022)                        | 102                |
| Saint-Malo-de-Beignon   | 56226      | Maloins          | 3,49             | 543 (2022)                        | 156                |
| Saint-Marcel            | 56228      | Marcellais       | 12,81            | 1 129 (2022)                      | 88                 |
| Saint-Martin-sur-Oust   | 56229      | Martinais        | 28,24            | 1 305 (2022)                      | 46                 |
| Saint-Nicolas-du-Tertre | 56230      | Nicolasiens      | 12,93            | 455 (2022)                        | 35                 |
| Sérent                  | 56244      | Sérentais        | 59,67            | 3 386 (2022)                      | 57                 |
| Tréal                   | 56253      | Tréalais         | 19,28            | 679 (2022)                        | 35                 |

À la suite des fusions en communes nouvelles de La Chapelle-Gaceline et Glénac avec La Gacilly, d'une part, et, d'autre part, de Quelneuc avec Carentoir, la communauté de communes compte 26 communes au 1er janvier 2017.

## Démographie
| 1968   | 1975   | 1982   | 1990   | 1999   | 2006   | 2011   | 2016   | 2022   |
| ------ | ------ | ------ | ------ | ------ | ------ | ------ | ------ | ------ |
| 31 932 | 32 001 | 32 817 | 33 475 | 33 472 | 37 189 | 38 418 | 39 077 | 39 885 |

## Présidents
| Période                       | Période  | Identité        | Étiquette     | Qualité       |
| ----------------------------- | -------- | --------------- | ------------- | ------------- |
| 13 janvier 2017 Réélu en 2020 | En cours | Jean-Luc Bléher | UDI puis LREM | Maire de Guer |